# Tjörnarp
Tjörnarp è un villaggio di 742 abitanti nel comune di Höör, che si trova nella contea della Scania, nel sud della Svezia.
Dista 64 chilometri da Malmö, terza città svedese per grandezza, e 110 chilometri dalla capitale danese Copenaghen. Svezia e Danimarca sono separate dallo stretto dell'Øresund.